# Final de la Copa de Campeones de Europa 1978-79
La final de Copa de Campeones de Europa 1978-79 fue un partido de fútbol disputado el 30 de mayo de 1979 entre el Nottingham Forest de Inglaterra y el Malmö F. F.. de Suecia para definir al ganador de la Copa de Campeones de Europa de ese año. Era la primera participación de Nottingham Forest en el torneo, mientras que Malmö F. F. había jugado en ediciones anteriores, pero nunca había logrado llegar a la final.
El equipo inglés, que recién había ascendido a la First Division en la temporada 1976-77, tuvo que superar en primera ronda al bicampeón vigente del torneo, Liverpool F. C.. En general, ganó a sus rivales gracias a sus holgadas victorias de local. La única serie que no cumplió con esto fue la semifinal contra el 1. FC Colonia, la cual tuvieron que definir en Alemania del Este debido al empate 3-3 obtenido en el City Ground, estadio del Nottingham. Malmö F. F. también tuvo un buen desempeño de local y logró rescatar empates o derrotas por muy corto margen en los estadios de sus oponentes. En su camino al título resaltó por su gran capacidad defensiva, lo que llevó a que solo recibiera tres goles en total hasta antes de la final.
Con 58 500 espectadores en el Estadio Olímpico de Múnich, Nottingham consiguió su primer torneo internacional tras ganar por 1-0 con gol de Trevor Francis. El triunfo consolidó el trabajo realizado por Brian Clough, quien se mantuvo en el equipo inglés por dieciocho temporadas hasta 1993. Malmö F. F. recibió ese año la Medalla de Oro Svenska Dagbladet, la cual premia el logro deportivo más importante del año en Suecia, por el subcampeonato obtenido.

## Camino a la final

### Nottingham Forest
Nottingham Forest clasificó al torneo tras ganar la First Division la temporada 1977-78, siete puntos sobre su más cercano perseguidor. Su rival en primera ronda fue el Liverpool, bicampeón vigente y a quien en marzo de ese año venció en la final de la Copa de la Liga y en la First Division del año anterior. En el encuentro de ida, jugado en City Ground, el Forest logró una ventaja de dos goles gracias a las anotaciones de un joven Garry Birtles y del defensa Colin Barrett. Birtles había debutado con el equipo la semana anterior en un partido de liga contra el Arsenal y su buen desempeño hizo que Brian Clough lo incluyera de titular en el partido. Con la ventaja obtenida de local, en Anfield lograron resistir el resultado y solo empataron 0-0, lo que aseguró la temprana eliminación del campeón vigente y el paso a segunda ronda del Nottingham.
Su siguiente rival fue el A. E. K. Atenas. El hecho de disputar en el Nikos Goumas su primer partido en el extranjero y la hostilidad de la fanaticada griega preocupó a algunos de los jugadores del Nottingham. Pero, finalmente, ese día influyó más la expulsión de Milton Viera en el A. E. K. Atenas en el primer tiempo, ya que los tantos de John McGovern y Garry Birtles para el Nottingham fueron en esta etapa.  El descuento de Tasos Konstantinou dejó abierta la posibilidad de una remozntada en City Ground, pero un triplete de Viv Anderson, sumado a los goles de Tony Woodcock y David Needham aseguró el triunfo del equipo inglés y su paso a cuartos de final con un marcador global de 7-2.
En 1979, y ya con Trevor Francis en la plantilla tras el pago de £1 000 000, enfrentó en cuartos de final al Grasshoppers de Suiza. A pesar de que este equipo clasificó tras eliminar en la fase anterior al Real Madrid y de contar con el goleador del torneo, el delantero Claudio Sulser, Nottingham estaba confiado en la victoria. Larry Lloyd dijo de manera irónica al respecto: «¿Grasshoppers? ¿Son esas pequeñas cosas verdes que saltan alrededor de tu jardín, no?. No, no nos preocupan».
El 7 de marzo se disputó el partido de ida en el estadio del Nottingham. Grasshoppers comenzó ganando con un gol de Sulser a los once minutos, pero las anotaciones de Birtles, Robertson, Gemmill y Lloyd revirtieron la situación a favor del Forest y le dieron una amplia ventaja de 4-1 para la vuelta en Zúrich. Diez días después, ganó la final de la Copa de la Liga contra el Southampton y,  el 21 de marzo, definió su paso a semifinales de la Copa de Europa por un global de 5-2 tras empatar 1-1 en Hardturm-Stadion. El gol para el club suizo fue de un penal anotado por Sulser y el de Nottingham un tiro de Martin O'Neill.
En semifinales enfrentó al 1. FC Colonia, campeón de Alemania y el otro candidato al título. La serie en City Ground comenzó de mala forma para el Nottingham, ya que el equipo alemán se adelantó con los goles de Roger Van Gool y Dieter Müller en los primeros veinte minutos de juego. La remontada llegó con un gol de Birtles ocho minutos después, un tanto de Bowyer a comienzos del segundo tiempo y un cabezazo de  John Robertson, quien no anotaba de esta forma desde un partido de 1975 contra el Hull City. Diez minutos antes del final ingresó al campo de juego el japonés Yasuhiko Okudera y, un minutos después, anotó el empate con un disparo que pasó entre las manos del portero Peter Shilton, lo que dejó con mejores opciones al Colonia por la ventaja del gol de visitante.  El 25 de abril de 1979 disputaron el paso definitivo a la final en el estadio Rhein Energie. Tras mantenerse el empate durante el primer tiempo, Ian Bowyer anotó al minuto sesenta y cinco el gol que necesitaba el Nottingham para asegurar su clasificación a su primera final continental con un marcador global de 4-3 a favor.
| Fecha                                                                  | Fase                     | Estadio                        | Local             | Resultado | Visitante         |
| ---------------------------------------------------------------------- | ------------------------ | ------------------------------ | ----------------- | --------- | ----------------- |
| 13 de septiembre de 1978                                               | Primera ronda Llave 2    | City Ground, Nottingham        | Nottingham Forest | 2 – 0     | Liverpool F. C.   |
| 27 de septiembre de 1978                                               | Primera ronda Llave 2    | Anfield, Liverpool             | Liverpool F. C.   | 0 – 0     | Nottingham Forest |
| Nottingham Forest clasificó a segunda ronda con un global de 2 - 0.    |                          |                                |                   |           |                   |
| 18 de octubre de 1978                                                  | Segunda ronda Llave 1    | Nikos Goumas Stadium, Atenas   | A. E. K. Atenas   | 1 - 2     | Nottingham Forest |
| 1 de noviembre de 1978                                                 | Segunda ronda Llave 1    | City Ground, Nottingham        | Nottingham Forest | 5 - 1     | A. E. K. Atenas   |
| Nottingham Forest clasificó a cuartos de final con un global de 7 - 2. |                          |                                |                   |           |                   |
| 7 de marzo de 1979                                                     | Cuartos de final Llave 1 | City Ground, Nottingham        | Nottingham Forest | 4 - 1     | Grasshoppers      |
| 21 de marzo de 1979                                                    | Cuartos de final Llave 1 | Hardturm-Stadion, Zúrich       | Grasshoppers      | 1 - 1     | Nottingham Forest |
| Nottingham Forest clasificó a semifinales con un global de 5 - 2.      |                          |                                |                   |           |                   |
| 11 de abril de 1979                                                    | Semifinales Llave 1      | City Ground, Nottingham        | Nottingham Forest | 3 - 3     | 1. FC Colonia     |
| 25 de abril de 1979                                                    | Semifinales Llave 1      | Estadio Rhein Energie, Colonia | 1. FC Colonia     | 0 - 1     | Nottingham Forest |
| Nottingham Forest clasificó a la final con un global de 4 - 3.         |                          |                                |                   |           |                   |

|  |                               |
|  | Triunfo de Nottingham Forest. |
|  | Empate.                       |
|  | Derrota de Nottingham Forest. |

### Malmö F. F.
Malmö F. F. fue uno de los primeros equipos en asegurar su clasificación al torneo tras ganar la Allsvenskan en 1977, siete puntos sobre el I. F. Elfsborg. En primera ronda enfrentó al A. S. Mónaco, campeón de la Ligue 1 y que por sorteo tuvo que jugar una fase previa contra el Steaua de Bucarest. El 13 de septiembre de 1978 solo logró empatar 0-0 de local, lo que dejó con cierta ventaja al equipo monegasco para definir su paso a la siguiente fase en el Stade Louis II. Sin embargo, Jan-Olov Kinnvall marcó a los treinta y cinco minutos del primer tiempo para el Malmö en el encuentro de vuelta. Ese único tanto definió la eliminatoria a favor del equipo sueco y su paso a segunda ronda.
En octavos de final su rival fue el Dinamo de Kiev, campeón de la Unión Soviética el año anterior, de la Recopa de Europa en 1975 y de la Supercopa de Europa ese mismo año. A pesar del favoritismo del equipo soviético, Malmö consiguió un empate 0-0 en el Estadio Dynamo. Dos semanas después, el 1 de noviembre de 1978, con goles de Tore Cervin y Jan-Olov Kinnvall en el primer tiempo, el equipo sueco aseguró su paso a cuartos de final sin todavía haber recibido un solo gol en contra en cuatro partidos.
Wisła Cracovia de Polonia resultó ser el siguiente rival en cuartos de final, equipo que en las rondas anteriores había eliminado al Újpest Football Club húngaro y al Zbrojovka Brno checo, este último gracias a la regla del gol de visitante tras empatar 3-3 en el global de la serie. El partido de ida se jugó el 7 de marzo de 1979 en el estadio Henryk Reyman del Cracovia. A pesar de que Tommy Hansson adelantó al Malmö a los trece minutos, Adam Nawałka consiguió el empate en el primer tiempo y, a cinco del final del partido, Kazimierz Kmiecik aseguró el triunfo del equipo polaco.
Habiendo perdido su invicto, era necesario remontar el resultado negativo de locales, pero el encuentro de vuelta comenzó mal para el equipo sueco. Luego de un primer tiempo empatado 0-0, Kmiecik adelantó al Wisła y puso la serie 3-1 en contra del Malmö.   Tras ello comenzó la remontada y apareció la figura del mediocampista Anders Ljungberg: a los sesenta y cinco anotó de penal el empate parcial, luego los puso en ventaja con un gol a los setenta y un minutos y, finalmente, marcó un hat-trick con otro penal a los setenta y nueve. El 4-1 definitivo lo anotó Tore Cervin dos minutos después. Con un global de 5-3, Malmö accedió a semifinales.
En aquella instancia enfrentó al Austria Viena, equipo que llegaba como favorito por haber quedado subcampeón de la Recopa de Europa la temporada anterior tras perder la final contra el Anderlecht. El 11 de abril de 1979 se enfrentaron en el estadio Prater, en Viena. A pesar de controlar el partido el local no pudo superar a la defensa del Malmö y terminaron empatando 0-0, gracias también a dos tapadas del portero Jan Möller. Dos semanas después, un gol de cabeza de Tommy Hansson a los cuarenta y ocho minutos del segundo tiempo hizo que por primera vez un equipo sueco clasificara a la final de un torneo de clubes de la UEFA.
| Fecha                                                            | Fase                     | Estadio                         | Local          | Resultado | Visitante      |
| ---------------------------------------------------------------- | ------------------------ | ------------------------------- | -------------- | --------- | -------------- |
| 13 de septiembre de 1978                                         | Primera ronda Llave 16   | Estadio de Malmö, Malmö         | Malmö F. F.    | 0 – 0     | A. S. Monaco   |
| 27 de septiembre de 1978                                         | Primera ronda Llave 16   | Stade Louis II, Mónaco          | A. S. Monaco   | 0 – 1     | Malmö F. F.    |
| Malmö F. F. clasificó a segunda ronda con un global de 1 - 0.    |                          |                                 |                |           |                |
| 18 de octubre de 1978                                            | Segunda ronda Llave 8    | Estadio Dynamo, Kiev            | Dinamo de Kiev | 0 - 0     | Malmö F. F.    |
| 1 de noviembre de 1978                                           | Segunda ronda Llave 8    | Estadio de Malmö, Malmö         | Malmö F. F.    | 2 - 0     | Dinamo de Kiev |
| Malmö F. F. clasificó a cuartos de final con un global de 2 - 0. |                          |                                 |                |           |                |
| 7 de marzo de 1979                                               | Cuartos de final Llave 4 | Estadio Henryk Reyman, Cracovia | Wisła Cracovia | 2 - 1     | Malmö F. F.    |
| 21 de marzo de 1979                                              | Cuartos de final Llave 4 | Estadio de Malmö, Malmö         | Malmö F. F.    | 4- 1      | Wisła Cracovia |
| Malmö F. F. clasificó a semifinales con un global de 5 - 3.      |                          |                                 |                |           |                |
| 11 de abril de 1979                                              | Semifinales Llave 2      | Estadio Prater, Viena           | Austria Viena  | 0 - 0     | Malmö F. F.    |
| 25 de abril de 1979                                              | Semifinales Llave 2      | Estadio de Malmö, Malmö         | Malmö F. F.    | 1 - 0     | Austria Viena  |
| Malmö F. F. clasificó a la final con un global de 1 - 0.         |                          |                                 |                |           |                |

|  |                         |
|  | Triunfo de Malmö F. F.. |
|  | Empate.                 |
|  | Derrota de Malmö F. F.. |

## Partido

### Contexto
Esta versión de la Copa de Campeones de Europa tuvo varias sorpresas respecto a los equipos que llegaron a instancias decisivas. En cuartos de final los dos clubes con más opciones de lograr el torneo eran el Nottingham Forest, por su condición de campeón inglés y por haber eliminado al campeón vigente, y el Colonia, campeón de la Bundesliga. Sin embargo, en semifinales ambos equipos se enfrentaron, lo que posibilitó que llegaran a la final el Malmö o el Austria Viena. 
Que se enfrentaran en el encuentro definitivo Malmö y Nottingham era inesperado debido a sus antecedentes en competencias europeas. El equipo inglés debutó en esta versión del torneo, mientras que el club sueco, aunque había participado anteriormente, su mejor desempeño solo era haber llegado a la segunda ronda en la edición de 1975-76, instancia en que perdió contra el Bayern Múnich por un marcador global de 2-1.  

## Detalles del partido
| 1     | POR   | Peter Shilton  |  |
| 2     | DEF   | Viv Anderson   |  |
| 5     | DEF   | Larry Lloyd    |  |
| 6     | DEF   | Kenny Burns    |  |
| 3     | DEF   | Kevin Clark    |  |
| 7     | MED   | Trevor Francis |  |
| 4     | MED   | John McGovern  |  |
| 8     | MED   | Ian Bowyer     |  |
| 11    | MED   | John Robertson |  |
| 9     | DEL   | Garry Birtles  |  |
| 10    | DEL   | Tony Woodcock  |  |
| D. T. | D. T. | Brian Clough   |  |

| 1     | POR   | Jan Möller         |     |
| 2     | DEF   | Roland Andersson   |     |
| 4     | DEF   | Kent Jönsson       |     |
| 5     | DEF   | Magnus Andersson   |     |
| 3     | DEF   | Ingemar Erlandsson |     |
| 8     | MED   | Robert Pryz        |     |
| 6     | MED   | Staffan Tapper     | 34' |
| 7     | MED   | Anders Ljungberg   |     |
| 11    | MED   | Jan-Olov Kinnvall  |     |
| 10    | DEL   | Tore Cervin        |     |
| 9     | DEL   | Tommy Hansson      | 82' |
| D. T. | D. T. | Bob Houghton       |     |

| 14 | Centrocampista | Claes Malmberg  | 34' |
| 13 | Delantero      | Tommy Andersson | 82' |

| 45+1' | Trevor Francis | 1:0 |

| Principal | Erich Linemayr |

|                    |   |   |
| Tiros              | 0 | 0 |
| Tiros a puerta     | 0 | 0 |
| Faltas             | 0 | 0 |
| Saques de esquina  | 0 | 0 |
| Fueras de juego    | 0 | 0 |
| Posesión del balón | 0 | 0 |

| Alineación inicial |

| 1     | POR   | Peter Shilton  |  |
| 2     | DEF   | Viv Anderson   |  |
| 5     | DEF   | Larry Lloyd    |  |
| 6     | DEF   | Kenny Burns    |  |
| 3     | DEF   | Kevin Clark    |  |
| 7     | MED   | Trevor Francis |  |
| 4     | MED   | John McGovern  |  |
| 8     | MED   | Ian Bowyer     |  |
| 11    | MED   | John Robertson |  |
| 9     | DEL   | Garry Birtles  |  |
| 10    | DEL   | Tony Woodcock  |  |
| D. T. | D. T. | Brian Clough   |  |

| 1     | POR   | Jan Möller         |     |
| 2     | DEF   | Roland Andersson   |     |
| 4     | DEF   | Kent Jönsson       |     |
| 5     | DEF   | Magnus Andersson   |     |
| 3     | DEF   | Ingemar Erlandsson |     |
| 8     | MED   | Robert Pryz        |     |
| 6     | MED   | Staffan Tapper     | 34' |
| 7     | MED   | Anders Ljungberg   |     |
| 11    | MED   | Jan-Olov Kinnvall  |     |
| 10    | DEL   | Tore Cervin        |     |
| 9     | DEL   | Tommy Hansson      | 82' |
| D. T. | D. T. | Bob Houghton       |     |

| 14 | Centrocampista | Claes Malmberg  | 34' |
| 13 | Delantero      | Tommy Andersson | 82' |

| 45+1' | Trevor Francis | 1:0 |

| Principal | Erich Linemayr |

|                    |   |   |
| Tiros              | 0 | 0 |
| Tiros a puerta     | 0 | 0 |
| Faltas             | 0 | 0 |
| Saques de esquina  | 0 | 0 |
| Fueras de juego    | 0 | 0 |
| Posesión del balón | 0 | 0 |

| Alineación inicial |

| 1     | POR   | Peter Shilton  |  |
| 2     | DEF   | Viv Anderson   |  |
| 5     | DEF   | Larry Lloyd    |  |
| 6     | DEF   | Kenny Burns    |  |
| 3     | DEF   | Kevin Clark    |  |
| 7     | MED   | Trevor Francis |  |
| 4     | MED   | John McGovern  |  |
| 8     | MED   | Ian Bowyer     |  |
| 11    | MED   | John Robertson |  |
| 9     | DEL   | Garry Birtles  |  |
| 10    | DEL   | Tony Woodcock  |  |
| D. T. | D. T. | Brian Clough   |  |

| 1     | POR   | Jan Möller         |     |
| 2     | DEF   | Roland Andersson   |     |
| 4     | DEF   | Kent Jönsson       |     |
| 5     | DEF   | Magnus Andersson   |     |
| 3     | DEF   | Ingemar Erlandsson |     |
| 8     | MED   | Robert Pryz        |     |
| 6     | MED   | Staffan Tapper     | 34' |
| 7     | MED   | Anders Ljungberg   |     |
| 11    | MED   | Jan-Olov Kinnvall  |     |
| 10    | DEL   | Tore Cervin        |     |
| 9     | DEL   | Tommy Hansson      | 82' |
| D. T. | D. T. | Bob Houghton       |     |

| 14 | Centrocampista | Claes Malmberg  | 34' |
| 13 | Delantero      | Tommy Andersson | 82' |

| 45+1' | Trevor Francis | 1:0 |

| Principal | Erich Linemayr |

|                    |   |   |
| Tiros              | 0 | 0 |
| Tiros a puerta     | 0 | 0 |
| Faltas             | 0 | 0 |
| Saques de esquina  | 0 | 0 |
| Fueras de juego    | 0 | 0 |
| Posesión del balón | 0 | 0 |

| Alineación inicial |

| 1     | POR   | Peter Shilton  |  |
| 2     | DEF   | Viv Anderson   |  |
| 5     | DEF   | Larry Lloyd    |  |
| 6     | DEF   | Kenny Burns    |  |
| 3     | DEF   | Kevin Clark    |  |
| 7     | MED   | Trevor Francis |  |
| 4     | MED   | John McGovern  |  |
| 8     | MED   | Ian Bowyer     |  |
| 11    | MED   | John Robertson |  |
| 9     | DEL   | Garry Birtles  |  |
| 10    | DEL   | Tony Woodcock  |  |
| D. T. | D. T. | Brian Clough   |  |

| 1     | POR   | Jan Möller         |     |
| 2     | DEF   | Roland Andersson   |     |
| 4     | DEF   | Kent Jönsson       |     |
| 5     | DEF   | Magnus Andersson   |     |
| 3     | DEF   | Ingemar Erlandsson |     |
| 8     | MED   | Robert Pryz        |     |
| 6     | MED   | Staffan Tapper     | 34' |
| 7     | MED   | Anders Ljungberg   |     |
| 11    | MED   | Jan-Olov Kinnvall  |     |
| 10    | DEL   | Tore Cervin        |     |
| 9     | DEL   | Tommy Hansson      | 82' |
| D. T. | D. T. | Bob Houghton       |     |

| 14 | Centrocampista | Claes Malmberg  | 34' |
| 13 | Delantero      | Tommy Andersson | 82' |

| 45+1' | Trevor Francis | 1:0 |

| Principal | Erich Linemayr |

|                    |   |   |
| Tiros              | 0 | 0 |
| Tiros a puerta     | 0 | 0 |
| Faltas             | 0 | 0 |
| Saques de esquina  | 0 | 0 |
| Fueras de juego    | 0 | 0 |
| Posesión del balón | 0 | 0 |

| Alineación inicial |

|                                     |
| Bandera de Inglaterra               |
| Campeón Nottingham Forest 1° título |